# 查尔斯·德穆斯

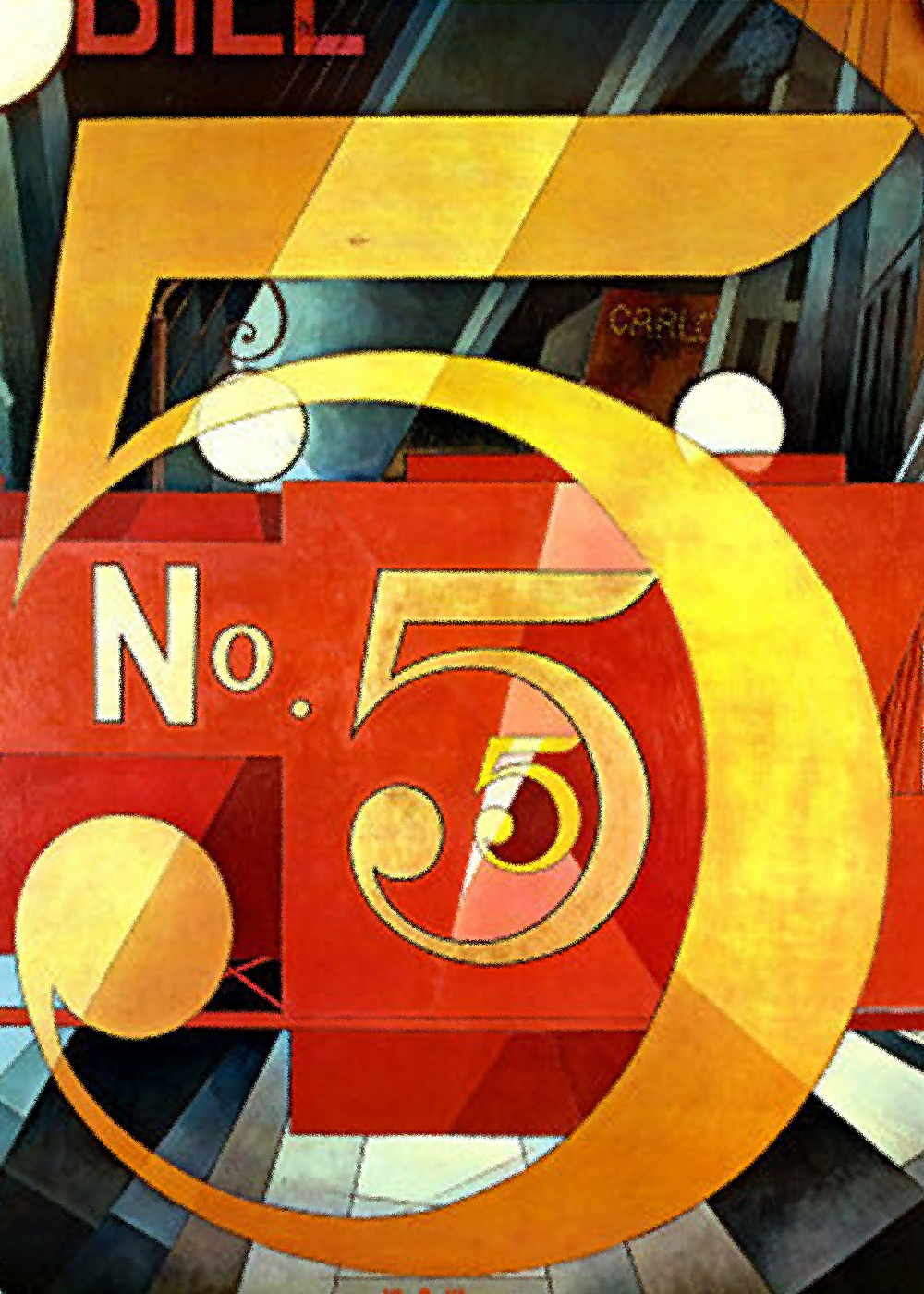
《我看到了金制的數字5》（I Saw the Figure 5 in Gold），1928年，大都會藝術博物館

查理斯·德穆斯（Charles Demuth，1883年11月8日—1935年10月23日）是一位美國精確主義畫家，早期繪製水彩，後來改畫油畫。 最著名作品為受威廉·卡洛斯·威廉斯詩作《The Great Figure》影響的《我看到了金制的數字5》。
德穆斯出生於蘭開斯特，一生中大部分時間都住在這裡，其舊居現在成為了德穆斯博物館，其中展覽著德慕斯的繪畫作品。他曾先後在富蘭克林·馬歇爾學院、卓克索大學及賓夕法尼亞美術學院學習。後來前往巴黎的拉赫西學院和朱利安學院求學，并在巴黎成為同性戀。

## 外部連結
- Demuth Foundation （页面存档备份，存于）

## Galleri

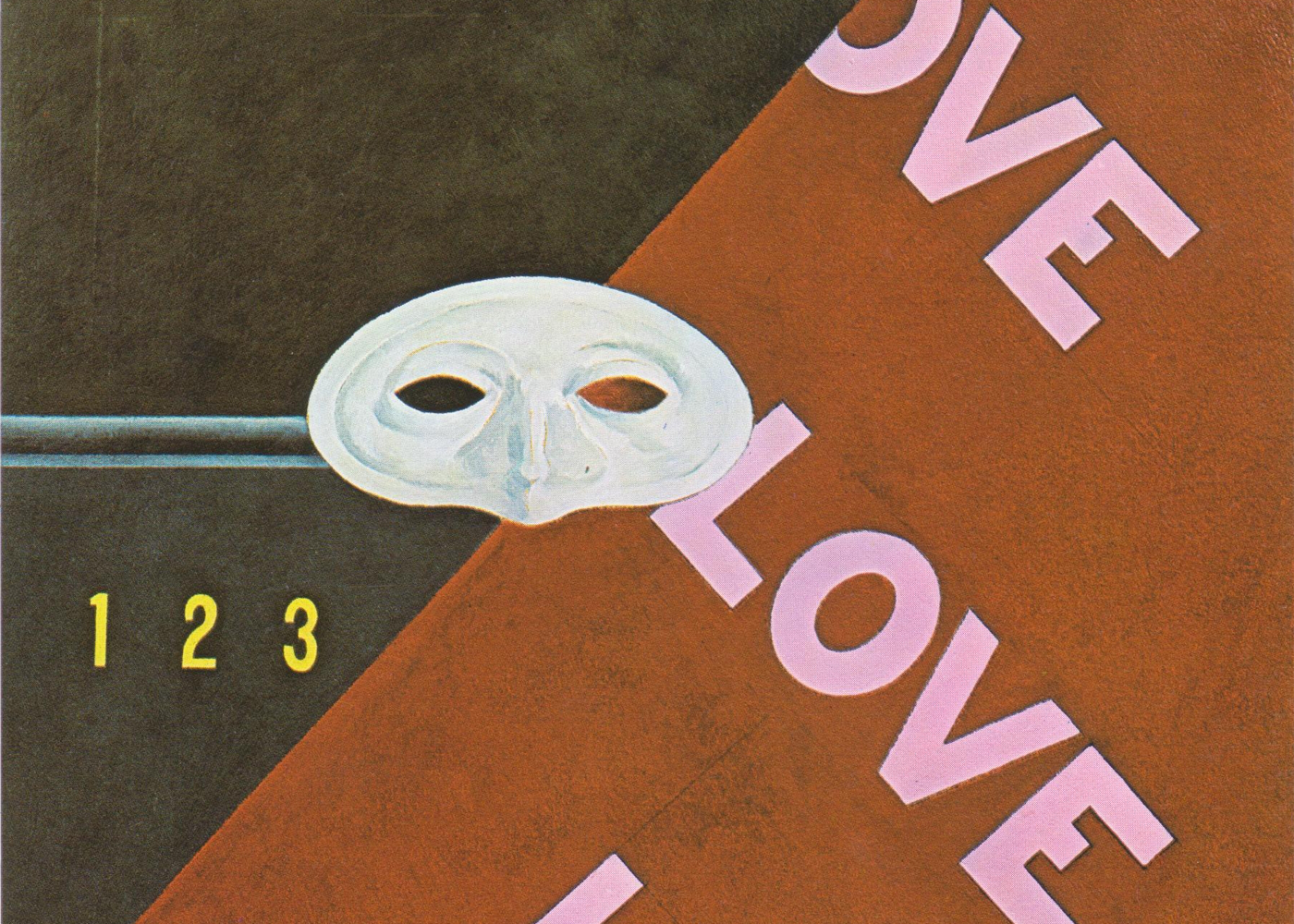
Love Love Love  1928.
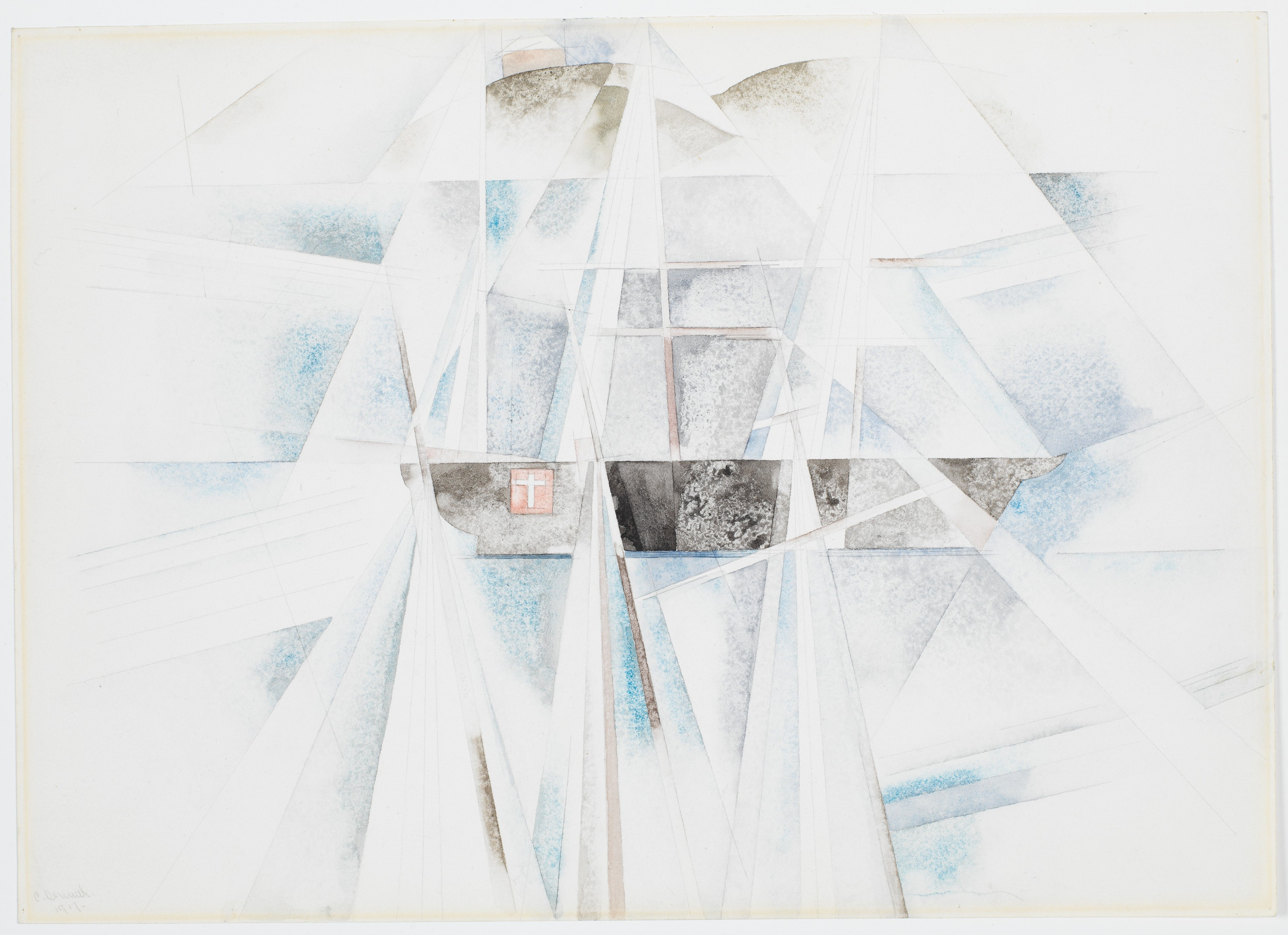
Bermuda No. 2, The Schooner  1917.
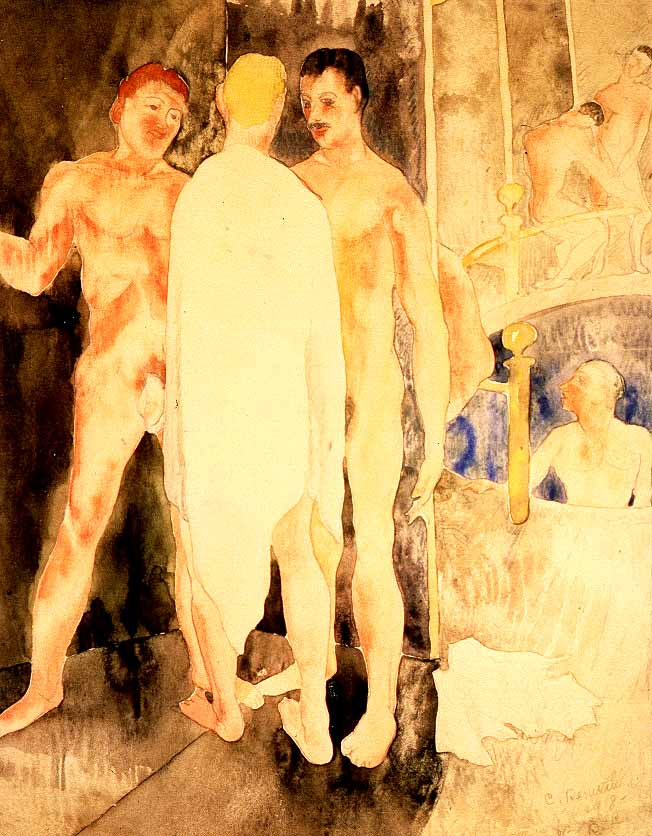
Self Portrait in sauna 1918.
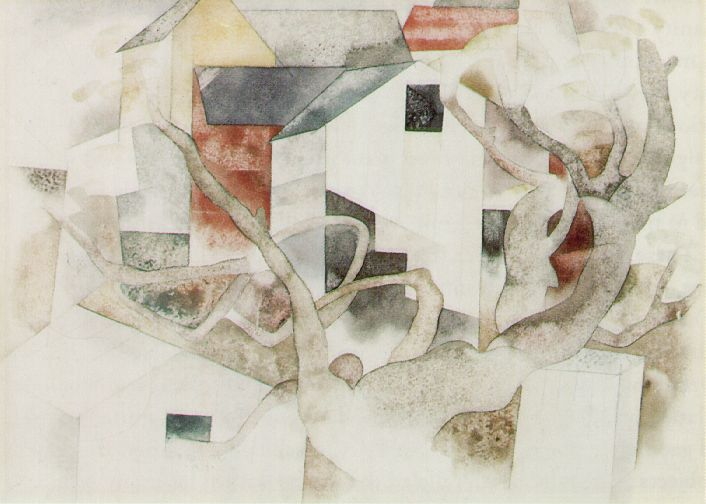
Trees and Barns Bermuda 1917.
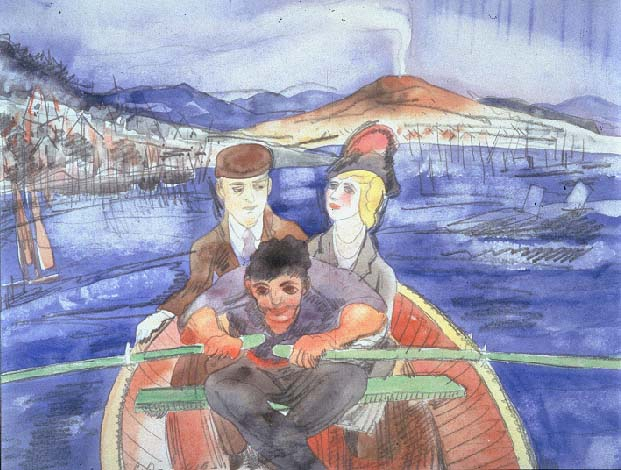
The Boat Ride from Sorrento 1919.
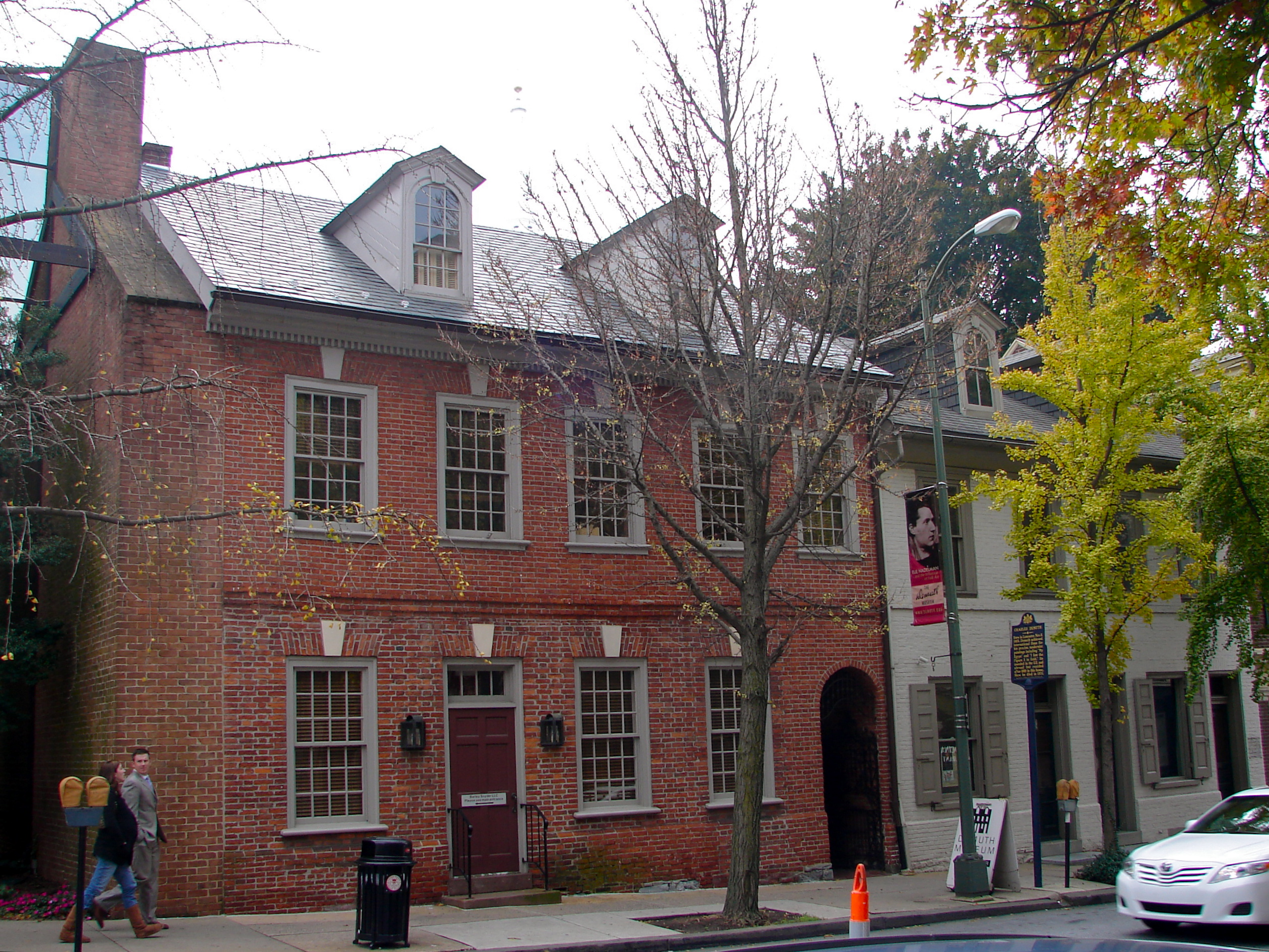
Charles Demuthshome in Lancaster, Demuth Museum.